# Karl von Weizsäcker
Karl Hugo von Weizsäcker (Stuttgart, Württembergi Királyság 1853. február 25. – uo. 1926. február 2.) német politikus, a Weizsäcker család prominens tagja, aki a Württembergi Királyság miniszterelnökeként szolgált. 

## Élete
Karl Hugo Weizsäckerként született Stuttgartban, a teológus Karl Heinrich Weizsäcker és felesége August Sophie Christiane Dahm fiaként. A württembergi udvar körüli szolgálata következtében családja nemesi rangra emeltetett. 
Weizsäcker a Tübingeni Egyetemen tanult. II. Vilmos württembergi király vezetése alatt személyes nemességre emeltetett 1897. február 24-én. 1900-tól fogva kultuszminiszterként szolgált egészen 1906. december 4.-éig, amikor miniszterelnökké nevezték ki. 1918. november 6.-áig maradt hivatalában, rövidesen azelőtt, mielőtt a monarchiát eltörölték volna. 1916-ban ő és családja megkapta az örökös bárói (Freiherr) címet. Weizsäcker Ernst von Weizsäcker apja volt, továbbá Carl Friedrich von Weizsäcker fizikus és Richard von Weizsäcker német szövetségi elnök (1984-94) nagyapja. Stuttgartban halt meg 1926-ban.